# (20568) Migaki
(20568) Migaki est un astéroïde de la ceinture principale d'astéroïdes.

## Description
(20568) Migaki est un astéroïde de la ceinture principale d'astéroïdes. Il fut découvert le 9 septembre 1999 à Socorro (Nouveau-Mexique) par le projet LINEAR. Il présente une orbite caractérisée par un demi-grand axe de 2,43 UA, une excentricité de 0,12 et une inclinaison de 6,9° par rapport à l'écliptique.

## Compléments